# Saint-Jean-d’Arvey
Saint-Jean-d’Arvey – miejscowość i gmina we Francji, w regionie Owernia-Rodan-Alpy, w departamencie Sabaudia.
Według danych na rok 1990 gminę zamieszkiwały 1182 osoby, a gęstość zaludnienia wynosiła 91 osób/km² (wśród 2880 gmin regionu Rodan-Alpy Saint-Jean-d’Arvey plasuje się na 690. miejscu pod względem liczby ludności, natomiast pod względem powierzchni na miejscu 908.).